# Revolutionäre Obleute
Die Revolutionären Obleute waren von den Gewerkschaften unabhängige, durch Arbeiter verschiedener deutscher Industriebetriebe frei gewählte Vertrauensleute (Obleute) während des Ersten Weltkriegs (1914–1918) und der frühen Nachkriegszeit.
Sie bildeten sich aus den Gewerkschaften heraus, insbesondere aus den im Deutschen Metallarbeiter-Verband organisierten Betrieben der Berliner Rüstungsindustrie. Während die offiziellen Gewerkschaften jedoch auf die Burgfriedenspolitik eingeschwenkt waren und auf Streiks verzichteten, organisierten die Revolutionären Obleute wilde Streiks wie den Januarstreik 1918. Dabei setzten sie sich nicht nur für bessere Lebens- und Arbeitsbedingungen für die deutschen Arbeiter ein, sondern wandten sich auch gegen die Kriegspolitik des deutschen Kaiserreichs und deren Unterstützung durch die meisten Abgeordneten der Sozialdemokratischen Partei.
Während der Novemberrevolution von 1918 vertraten sie zunehmend die Idee des Rätegedankens und gehörten nach dem Sturz des Kaisers und dem Ende des Krieges mehrheitlich zu den Befürwortern einer deutschen Räterepublik.

## Erster Weltkrieg
Die Revolutionären Obleute formierten sich als Reaktion auf die Probleme der Arbeiter während des Ersten Weltkrieges. Zu Beginn des Krieges unterstützte nicht nur ein Großteil der SPD, sondern auch der Gewerkschaftsverbände die Burgfriedenspolitik. Die Gewerkschaften gaben in diesem Zusammenhang das Streikrecht und damit das wesentliche Druckmittel gegenüber den Arbeitgebern ab. Unter den Arbeitern kam es in der Folge zu Lohnstopps und Nahrungsmittelknappheit; weder die SPD noch die Gewerkschaften konnten die Interessen der Arbeitenden wirksam vertreten. Einige Funktionäre innerhalb der Gewerkschaftsbewegung wie etwa Richard Müller, Branchenleiter der Berliner Dreher im mächtigen Deutschen Metallarbeiter-Verband, wollten die in den Betrieben erstrittenen und erstreikten Errungenschaften nicht aufgeben und organisierten bereits 1914 wilde Streiks (also nicht von den offiziellen Gewerkschaftsverbänden getragene und erlaubte Arbeitskämpfe).
Anfangs nur an den unmittelbaren betrieblichen Problemen orientiert, bildete sich so ein Netzwerk aus Obleuten, d. h. innerbetrieblichen Vertrauenspersonen, die eine direkte Vertrauens- und somit Machtbasis unter den Beschäftigten insbesondere der Metallindustrie hatten. Diese Netzwerke politisierten und radikalisierten sich im Verlauf des Krieges in Reaktion auf die steigende Zahl von Todesopfern an den Fronten und auf die zunehmende soziale Not in der Heimat, der die offiziellen Gewerkschaften mit ihrer Burgfriedenspolitik nicht mehr entgegentreten konnten. Neben dem Dreher Richard Müller gehörte auch der Schweißer Paul Blumenthal und der Klempner Emil Barth zu der Gruppe, beide ebenfalls Vertrauensleute im Deutschen Metallarbeiter-Verband. Aufgrund der starken Basis in den kriegswichtigen Berliner Rüstungsbetrieben bildete sich so die „schlagkräftigste[] Antikriegsorganisation während des ersten Weltkrieges in Deutschland“ heraus.
Die Revolutionären Obleute schlossen sich als Geheimorganisation mit nur einigen Dutzend durch Kooptation rekrutierten Mitgliedern zusammen, die jedoch alle eine breite Machtbasis in den Belegschaften hatten. Während des Weltkriegs organisierten sie drei große Streiks: Den Proteststreik gegen die Verhaftung Karl Liebknechts im Sommer 1916, die Aprilstreiks 1917 („Brotstreik“, weil es unmittelbar um die Lebensmittelversorgung ging) und die reichsweiten Januarstreiks von 1918, bei denen die Beendigung des Krieges durch einen Verständigungsfrieden und die Demokratisierung des Reiches gefordert wurde. Inspiriert waren sie zum Teil durch den Erfolg, den die kommunistischen Bolschewiki unter Lenin und Trotzki nur wenige Monate zuvor mit der Oktoberrevolution in Russland errungen hatten. Die Streiks richteten sich daher auch gegen die annexionistischen Pläne, welche die Mittelmächte Deutschland und Österreich-Ungarn in den laufenden Friedensverhandlungen mit Sowjetrussland in Brest-Litowsk verfolgten. Die Streikenden forderten neben grundlegenden innenpolitischen Veränderungen in Deutschland auch einen gerechten Frieden mit Russland ohne territoriale Ansprüche seitens des Deutschen Reiches gegenüber dem „neuen Russland“. Diesen Forderungen kamen die Oberste Heeresleitung und die Reichsregierung allerdings nicht nach. Die Gebiete, die Sowjetrussland abtreten musste, waren weit umfangreicher, als jene Gebietsverluste, die Deutschland ein Jahr später bei den Friedensverhandlungen in Versailles hinzunehmen hatte.
Mit der Abspaltung der USPD von der SPD bildete sich 1917 auch im Reichstag eine parteipolitisch relevante Opposition gegen die Burgfriedenspolitik. Die Obleute unterstützten den kriegsablehnenden Kurs der USPD.

## Novemberrevolution und Rätebewegung

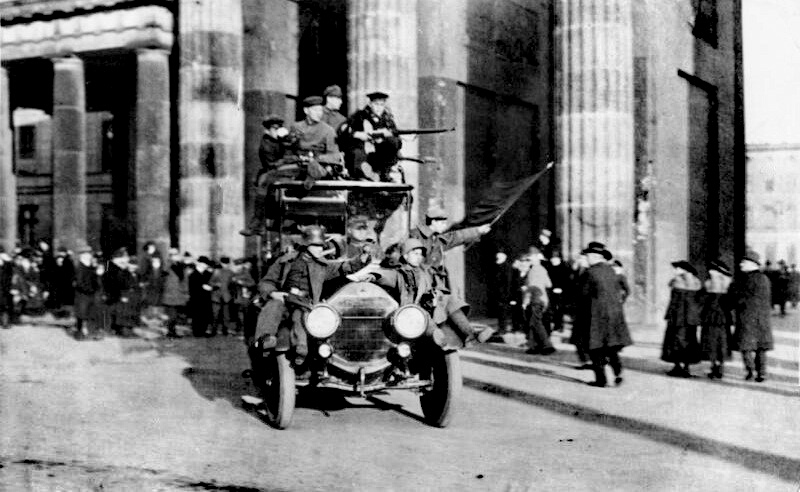
Novemberrevolution 1918: Revolutionäre Soldaten mit der Roten Fahne am 9. November vor dem Brandenburger Tor in Berlin

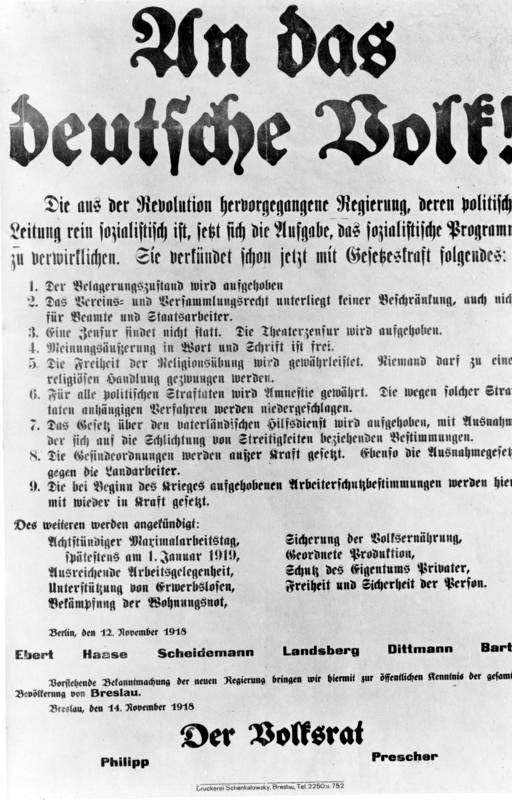
Bekanntmachungsplakat der Revolutionsregierung vom 12. November 1918, mit unterzeichnet vom Vertreter der Revolutionären Obleute, Emil Barth

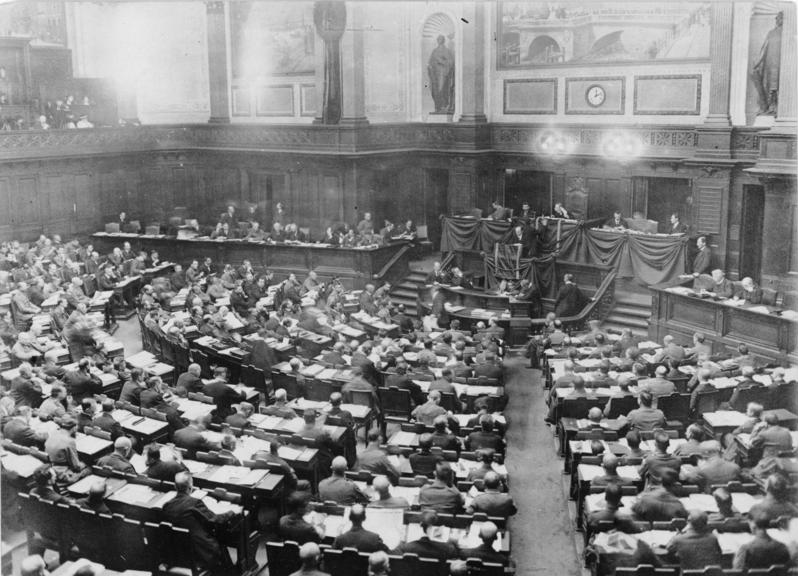
Reichskongress der Arbeiter- und Soldatenräte im preußischen Abgeordnetenhaus in Berlin am 16. Dezember 1918 während der Eröffnungsrede des Vollzugsratsmitglieds und Vertreters der Revolutionären Obleute Richard Müller

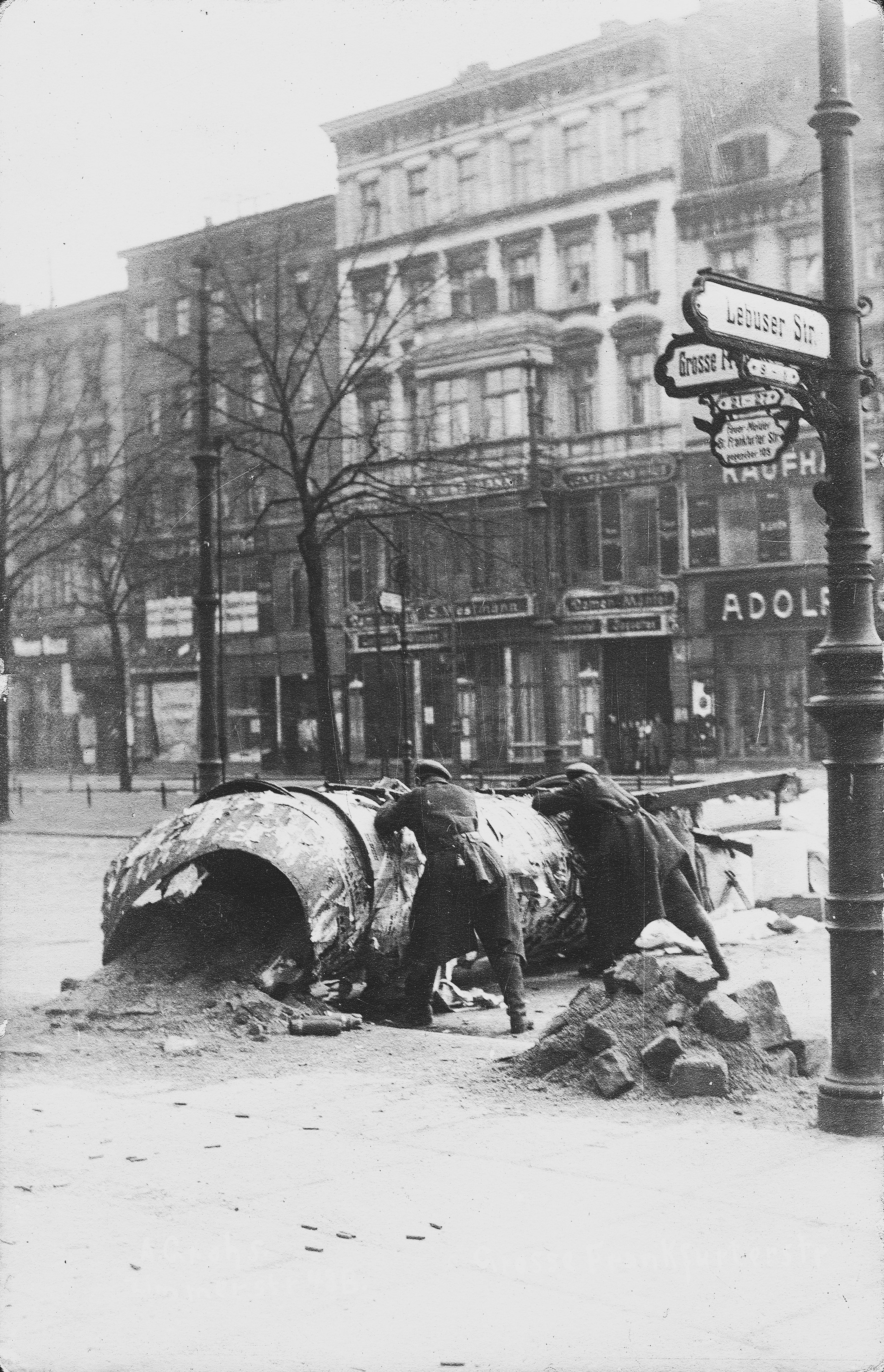
Spartakusaufstand, Januar 1919: Barrikadenkämpfe in Berlin

An der Novemberrevolution von 1918 waren die Revolutionären Obleute insbesondere in Berlin führend beteiligt. In der Folge waren sie auch prägend beteiligt an der Rätebewegung, und entsprechend in vielen überall in Deutschland gebildeten Arbeiter- und Soldatenräten an entscheidender Stelle vertreten. Sie spielten als Vertreter der Rätebewegung bei den Maßnahmen und Entscheidungen der provisorischen Reichsregierung nach der Ausrufung der Republik, durch ihr Mandat im „Rat der Volksbeauftragten“, in den sich auch Friedrich Ebert und Philipp Scheidemann von der Mehrheits-SPD trotz ihrer zu diesem Zeitpunkt nicht öffentlich ausgesprochenen Gegnerschaft zur Revolution wählen ließen, eine wichtige Rolle.
Der Vertreter der Revolutionären Obleute, Emil Barth (zugleich Mitglied der USPD) und zwei weitere Vertreter der USPD verließen den Rat der Volksbeauftragten aus Protest gegen die Ereignisse um „Eberts Blutweihnacht“, den Einsatz von Regierungstruppen gegen die Volksmarinedivision, einer am 11. November 1918 aufgestellten bedeutenden Einheit revolutionärer Soldaten in Berlin. Durch dieses Vorgehen des noch kaisertreuen Militärs – nun nach dem geheimen Pakt zwischen Ebert und dem Chef der Obersten Heeresleitung, General Wilhelm Groener, im Dienst der SPD-Führung um Ebert, Scheidemann und Noske – gegen die aufständischen Soldaten und Arbeiter hatte die bis dahin unblutig verlaufene Revolution, die zur Ausrufung der deutschen Republik geführt hatte, eine gewaltsame Eskalation ausgelöst. Von vielen Vertretern der Linken wurde der SPD-Führung darauf Verrat an der Revolution vorgeworfen.
Obwohl die Revolutionären Obleute in den Auseinandersetzungen um die Frage der Errichtung einer parlamentarischen Demokratie oder einer Räterepublik mit einer starken Fraktion hinter dem Rätegedanken standen, lehnten sie in ihrer Gesamtheit als rätedemokratische Gruppierung den Beitritt in die am 1. Januar 1919 neu gegründete KPD ab. Diese verfocht ursprünglich dasselbe Ziel, war aber nicht bereit, die fünf von Richard Müller im Namen der Revolutionären Obleute gestellten Bedingungen (Zurücknahme des Antiwahlbeschlusses, Paritätisch besetzte Programmkommission, Verurteilung des „Putschismus“, Beteiligung an der Parteipublizistik und Verzicht auf den Namenszusatz Spartakusbund) zu erfüllen. Dennoch gehörten sie mit der Unterschrift ihres Vertreters Paul Scholze neben Karl Liebknecht (KPD) und Georg Ledebour (USPD) zu den Mitunterzeichnern des Aufrufs, der am Abend des 4. Januar 1919 zum Sturz der Regierung Ebert aufforderte, nachdem der Berliner Polizeipräsident Emil Eichhorn, ein Mitglied der USPD, von der Regierung abgesetzt worden war.
Diesem Aufruf leisteten am 5. Januar 1919 etwa eine halbe Million Menschen bei einer Massendemonstration in Berlin gegen die Regierungsmaßnahmen Folge. Der Aufruf und die Demonstration mündeten in den bewaffneten Spartakusaufstand, bei dem revolutionäre Demonstranten das Berliner Zeitungsviertel stürmten, wo sie die Redaktion des SPD-Zentralorgans Vorwärts sowie weitere Gebäude besetzten. Der Spartakusaufstand wurde nach heftigen Kämpfen, insbesondere um das Berliner Polizeipräsidium und das Verlagsgebäude des Vorwärts bis zum 12. Januar 1919 von Regierungstruppen unter dem Kommando des späteren ersten Reichswehrministers der Weimarer Republik, Gustav Noske, niedergeschlagen. Dabei kamen 165 Menschen ums Leben.

## Niedergang der Revolutionären Obleute
Bei den bürgerkriegsähnlichen Kämpfen der folgenden Monate in einigen Regionen des Deutschen Reiches geriet die Rätebewegung zunehmend in die Defensive. Verschiedentlich ausgerufene regionale Räterepubliken wie beispielsweise die Bremer und als bekannteres Beispiel die Münchner Räterepublik wurden letztlich durch Reichswehr- und rechtsnationalistische Freikorpsverbände mit militärischer Gewalt bis Mitte 1919 niedergeschlagen.
Mit der Weimarer Republik setzte sich eine, wenn auch langfristig instabile und krisengeschüttelte Demokratie auf parlamentarischer Grundlage durch. Die Obleute beteiligten sich in den Jahren 1919 bis 1920 an der Berliner Rätebewegung, dabei hatten sie noch Einfluss bei der Durchführung des Generalstreiks im Kontext der Berliner Märzkämpfe 1919. Zudem waren wichtige Akteure wie Richard Müller dann in der Berliner Betriebsrätezentrale aktiv. Im Juni 1919 sprach Müller neben Theodor Leipart auf dem Kongress der freien Gewerkschaften über die zukünftigen Aufgaben der Arbeiterräte. Er entfaltete dabei ein über die Betriebsebene hinausgehendes rätedemokratisches Konzept. Müller entwickelte das Modell einer regional und fachlich durchgegliederten Räteorganisation, an deren Spitze ein Zentralrat und ein Reichswirtschaftsrat stehen sollten. Dieses Konzept wurde jedoch von der Mehrheit des Kongresses abgelehnt, stattdessen setzte sich in der Folge das formell 1920 im Betriebsrätegesetz ausdifferenzierte Betriebsratskonzept durch. Nach 1920 spielte die Obleute-Bewegung keine relevante Rolle mehr in der deutschen Arbeiterbewegung.
Ehemalige Aktivisten der Revolutionären Obleute betätigten sich in der Folgezeit in der KPD, wo vor allem nach deren Zusammenschluss mit der linken USPD-Mehrheit Ende 1920 zur zeitweilig unter dem Alternativnamen Vereinigte Kommunistische Partei Deutschlands (VKPD) firmierenden Partei ein gewichtiger Teil der früheren Obleute organisiert war. Ein weiterer Teil von ihnen blieb in der USPD und ihren Nachfolgeorganisationen oder schloss sich ab 1922 wieder der SPD an, nachdem 1922 ein weiterer Teil der Rest-USPD in die SPD zurückgekehrt war. Eine sich im Wesentlichen aus den Revolutionären Obleuten rekrutierende Gruppe bildete ab Ende 1922 in Berlin den Kern der örtlichen Strukturen der als Kleinpartei weiterexistierenden USPD oder deren 1923/24 von Georg Ledebour initiierten Abspaltung des Sozialistischen Bundes.
Einige Obleute, die einem parteiunabhängigen „antiautoritären“ Rätemodell anhingen, schlossen sich der anarchosyndikalistischen Freien Arbeiter-Union Deutschlands (FAUD) an.